# Российский ландромат
«Росси́йский ландрома́т» («ру́сская пра́чечная», «молда́вская схе́ма») — крупнейшая в истории СНГ операция по отмыванию денег, зафиксированная правоохранительными органами Молдовы, России и стран Прибалтики.

## Расследование 2014 года и реакция молдавских властей
Впервые про «Ландромат» стало известно в 2014 году, благодаря расследованиям и статьям «Новой газеты» и OCCRP. Тогда журналисты обнародовали отмытую за четыре года сумму (20 млрд долл.), описали схему, по которой работали предполагаемые мошенники (фиктивные договоры займа между зарубежными компаниями-пустышками, российские и молдавские поручители, «вынужденные» погашать несуществующий заём), и назвали главных участников махинаций — молдавский Moldindconbank и латвийский Trasta Komercbanka.
Согласно исследованию, схема работала так: две зарубежные компании-пустышки, тайно контролируемые российскими отмывателями денег, заключают фиктивный договор займа (в реальности никаких денег заёмщику не перечисляется). Поручителями по долгу выступают российская компания и обязательно гражданин Молдовы. Одна из сторон договора не может расплатиться по долгу, и «кредитор» выставляет требования к поручителю. Поскольку в сделке присутствует гражданин Молдовы, дело передаётся в молдавский суд, где коррумпированный судья выдаёт официальный приказ, обязывающий российскую компанию выплатить долг. Суд назначает пристава, который тоже является частью мошеннической схемы, и тот открывает счёт в Moldindconbank, куда российская компания переводит деньги, погасив несуществующий долг.
По данным участников расследования, в схеме вывода преступных денежных средств за рубеж участвовали 18 российских банков, у 15 из которых в период с 2013 по 2016 год была отозвана лицензия. Также в этом участвовали 20 судей и 15 судебных инстанций из Молдовы, ролью которых была легализация отмываемых денег.
«Ландромат» действовал на протяжении четырёх лет и позволял мошенникам, использовавшим одну и ту же схему, отмывать деньги в огромных масштабах, которые даже превышают ВВП многих стран мира (через эту схему провели втрое больше годового объёма молдавской экономики). В этой схеме участвовали: десятки российских банков, а также банки Молдовы и Латвии; молдавские судьи и судебные приставы; нищие номинальные директора из украинских деревень; и такие же номинальные управляющие с островов Карибского бассейна. Эти операции проводились на территории нескольких стран, но единственной пострадавшей можно считать Россию, поскольку деньги, выведенные в теневой финансовый сектор, имели именно российское происхождение, а с них не были заплачены налоги, и, как считается, большая их часть вряд ли когда-то вернётся обратно. Всего за несколько лет через «ландромат» из России было выведено около 22 млрд долларов. В изучении этой схемы принимали участие журналисты из 32 стран.
Журналисты писали, что среди бенефициаров отмываемых денег — молдавский политик и бизнесмен Вячеслав Платон, ФСБ России, а также молдавский политик и бизнесмен Илан Шор. В том числе и по этому делу, по обвинению в выводе из России более 20 миллиардов долларов, 20 апреля 2017 молдавский суд приговорил Вячеслава Платона к 18 годам тюремного заключения. Сам Платон заявлял, что его судимость — месть влиятельного бизнесмена Владимира Плахотнюка, с которым он вступил в конфликт. По одной из версий, фигурировавших в прессе, они не поделили подконтрольный последнему Victoriabank, по другой — Платон пытался подкупить депутатов от Демпартии Плахотнюка, сам же Платон рассказывал, что конфликт начался в 2009 году, когда он пытался помешать Плахотнюку назначить своего человека на пост генпрокурора страны.

## Судебные дела
Платон был арестован в июле 2016 года в Киеве и впоследствии экстрадирован в Республику Молдова. 20 апреля 2017 г. он был приговорен к 18 годам лишения свободы Однако затем его отпустили, повторно судили и 14 июня 2021 г. оправдали. 19 июля 2021 года он вылетел из Кишинева в Лондон, а оттуда в Прагу.

## Действия правоохранительных органов Германии
20 февраля 2019 года мюнхенская прокуратура и Федеральное ведомство уголовной полиции Германии сообщили о конфискации недвижимости и денежных средств на 50 миллионов евро в связи с расследованием схемы «Ландромат». Изъяты были четыре дома стоимостью в 40 миллионов евро в Нюрнберге, Регенсбурге, Мюльдорф-на-Инне (Бавария) и Швальбахе-на-Таунусе (Гессен), а также 6,7 миллиона евро в двух немецких агентствах недвижимости и ещё 1,2 миллиона евро на счету в одном из банков Латвии. Расследование ведётся, как сообщили в прокуратуре, в отношении трёх обвиняемых.

## Обвинения МВД России
22 февраля 2019 года МВД России сообщило о расследовании уголовного дела, возбуждённого по ст. 210 и 193.1 УК РФ (организация преступного сообщества, незаконный вывод средств за границу), в рамках которого 8 февраля был задержан и затем арестован Тверским районным судом Москвы Александр Коркин — акционер Victoriabank, первого коммерческого банка Молдовы, владельцем которого считается Владимир Плахотнюк. По версии российских правоохранительных органов, именно Плахотнюк вместе с вышеупомянутым Платоном организовал международное преступное сообщество, члены которого в 2013–2014 годах по надуманным основаниям и подложным документам перечисляли со счетов подконтрольных им фирм в банке «Западный» и Русском земельном банке валюту на счета нерезидентов (BC Moldindconbank S.A. и других) под предлогом продажи валюты. Полученные средства в рублях списывались с корреспондентских счетов российских банков в BC Moldindconbank S.A. по подложным решениям молдавских судов в пользу иностранных физических и юридических лиц.
По версии, озвученной тогда МВД России, таким образом за пределы страны вывели более 37 млрд рублей. В числе фигурантов дела — совладелец Русского земельного банка, «Транспортного» и «Западного» Александр Григорьев. В августе 2019 года по отдельному делу о махинациях в банках «Западный» и «Донинвест» Григорьев и его соучастники были признаны судом в Ростове-на-Дону виновными в мошенничестве и растрате (ч. 4 ст. 159 и ч. 4 ст. 160 УК РФ) и приговорены к реальным срокам заключения (сам Григорьев получил 9 лет колонии).
В конце года Григорьеву было предъявлено обвинение по «молдавскому делу». При этом в документе отмечалось, что выведено из России было 428 млрд рублей. Крупным клиентом «ландромата» была группа подрядчиков РЖД, следует из дела. Она обратилась к Ренато Усатому, а тот свёл их с Олегом Власовым, владельцем ещё одного банка-участника схемы — «Балтика». По данным СМИ, речь идёт о «Группе компаний 1520», из которой таким образом вывели 250 млн долларов на счета её совладельца Алексея Крапивина. Другие совладельцы — Валерий Маркелов и Борис Ушерович — также обвиняются в даче взятки в размере не менее 2 млрд рублей полковнику МВД Дмитрию Захарченко.